# Hyŏksin
Hyŏksin (kor. 혁신역, pol. Innowacja) – stacja linii Hyŏksin, systemu metra znajdującego się w stolicy Korei Północnej, Pjongjangu. Stacja została otwarta 9 października 1975.